# Madinat 'Isa
Madīnat ʿĪsā (in arabo مدينة عيسى‎?, ossia "Città di ʿĪsā") è una città che si trova nella parte settentrionale del Bahrein, non distante da al-Khamis. ʿĪsā si riferisce al nome proprio (ism) di Isa ibn Salman Al Khalifah, il regnante del Qatar dal 1961 al 1999.
La città comprende una nuova zona residenziale ed è abitata da molti rappresentanti della classe media. Molti dei residenti discendono dagli Huwala e come prima lingua utilizzano un dialetto persiano. Nelle elezioni del 2002 è stata una delle poche aree del Bahrein a non essere interamente rappresentata da un islamista o da un conservatore, dal momento che ad aggiudicarsi il suo seggio è stato Abd Nabi Salman, un tempo rappresentante del partito di ispirazione comunista.

Nelle ultime elezioni del 2006, un'ex accademica di Harvard, la dott.ssa Munira Fakhro del Waad, ha perso le elezioni a favore del rappresentante dell'Al-Menbar Islamic Society, anche se in circostanze controverse.
Madīnat ʿĪsā è famosa per il suo tradizionale mercato. Qui sono ospitate anche molte scuole private del Bahrein, alcune delle quali anche straniere. Alcuni uffici nazionali legati all'amministrazione della circolazione dei veicoli hanno sede in questa città, come anche il Ministero dell'Istruzione e quello dell'Informazione, che controlla le radio e televisioni nazionali.